# Дюпин, Юрий Юрьевич
Ю́рий Ю́рьевич Дю́пин (род. 17 марта 1988, Барнаул, СССР) — российский футболист, вратарь клуба «Сочи».

## Клубная карьера
Начал заниматься футболом в СДЮШОР «Динамо» Барнаул, детские тренеры Виктор Штерц, Александр Горбунов. Играл в любительских барнаульских клубах ВРЗ (2007), «Полимер» (2008), «Динамо» Бийск (2010). 3 мая 2010 сыграл гостевой матч 1/256 финала Кубка России 2010/11 против барнаульского «Динамо» (0:1). В начале 2011 года перешёл в «Динамо» Барнаул, за которое дебютировал в первенстве ПФЛ 15 мая в домашнем матче с братским «Сибиряком» (2:0). Сыграл в сезоне 28 матчей, пропустил 27 голов. Сезон 2012/13 провёл в клубе первенства ФНЛ «Металлург-Кузбасс» Новокузнецк — 13 игр, 17 пропущенных голов. В следующем профессиональном сезоне не выступал, играл за клуб «ШЦ VIANOR» из первой лиги чемпионата Барнаула. В сезоне 2014/15 вернулся в «Металлург», в 24 играх первенства ПФЛ пропустил 18 мячей. Затем играл за команды ФНЛ «СКА-Хабаровск» (2015—2016) и «Кубань» (2016—2018).
Летом 2018 года перешёл в «Анжи». Дебютировал в российской Премьер-лиге 28 июля 2018 в гостевой игре с «Уралом», отыграл матч на ноль, а его клуб добился победы со счётом 1:0. В 16-м туре в матче против московского «Динамо» отметился голевой передачей на Андреса Понсе. В апреле 2019 года заявил, что покинет «Анжи» по окончании чемпионата из-за долгов клуба Несмотря на вылет команды из РПЛ, попал в символическую сборную турнира по итогам сезона по версии ресурса WhoScored, как вратарь, совершивший наибольшее количество полезных действий..
13 июня 2019 подписал контракт с «Рубином» сроком на 1 год. 28 декабря 2019 года продлил контракт с клубом до 2023 года.
15 июня 2024 года на правах свободного агента подписал контракт с «Краснодаром» на год. Дебютировал 28 августа 2024 года в матче группового этапа Кубка России против «Пари НН» (1:0). В мае 2025 года покинул клуб, сыграв 5 матчей (все в Кубке) и став чемпионом России.
Весной 2025 года Дюпин открыл в Барнауле футбольную академию для детей.
26 июля 2025 года заключил контракт на один сезон с клубом «Сочи».

## Карьера в сборной
15 марта 2021 года получил вызов в основную сборную России.

## Клубная статистика
| Клуб                    | Лига             | Сезон            | Чемпионат | Чемпионат | Чемпионат | Кубок | Кубок | Кубок | Суперкубок | Суперкубок | Суперкубок | Еврокубки | Еврокубки | Еврокубки | Всего | Всего | Всего |
| Клуб                    | Лига             | Сезон            | Игры      | Голы      | С.м.      | Игры  | Голы  | С.м.  | Игры       | Голы       | С.м.       | Игры      | Голы      | С.м.      | Игры  | Голы  | С.м.  |
| ----------------------- | ---------------- | ---------------- | --------- | --------- | --------- | ----- | ----- | ----- | ---------- | ---------- | ---------- | --------- | --------- | --------- | ----- | ----- | ----- |
| Динамо (Барнаул)        | ПФЛ              | 2011/12          | 28        | -27       | 10        | 1     | -3    | 0     | —          | —          | —          | —         | —         | —         | 29    | -30   | 10    |
| Динамо (Барнаул)        | Итого            | Итого            | 28        | -27       | 10        | 1     | -3    | 0     | —          | —          | —          | —         | —         | —         | 29    | -30   | 10    |
| Металлург-Кузбасс       | ФНЛ              | 2012/13          | 13        | -17       | 4         | 1     | -1    | 0     | —          | —          | —          | —         | —         | —         | 14    | -18   | 4     |
| Металлург-Кузбасс       | Итого            | Итого            | 13        | -17       | 4         | 1     | -1    | 0     | —          | —          | —          | —         | —         | —         | 14    | -18   | 4     |
| Металлург (Новокузнецк) | ПФЛ              | 2014/15          | 24        | -18       | 12        | 3     | -2    | 1     | —          | —          | —          | —         | —         | —         | 27    | -20   | 13    |
| Металлург (Новокузнецк) | Итого            | Итого            | 24        | -18       | 12        | 3     | -2    | 1     | —          | —          | —          | —         | —         | —         | 27    | -20   | 13    |
| СКА-Хабаровск           | ФНЛ              | 2015/16          | 38        | -35       | 14        | 3     | -1    | 2     | —          | —          | —          | —         | —         | —         | 41    | -36   | 16    |
| СКА-Хабаровск           | Итого            | Итого            | 38        | -35       | 14        | 3     | -1    | 2     | —          | —          | —          | —         | —         | —         | 41    | -36   | 16    |
| Кубань                  | ФНЛ              | 2016/17          | 17        | -12       | 8         | 0     | 0     | 0     | —          | —          | —          | —         | —         | —         | 17    | -12   | 8     |
| Кубань                  | ФНЛ              | 2017/18          | 37        | -45       | 12        | 1     | -2    | 0     | —          | —          | —          | —         | —         | —         | 38    | -47   | 12    |
| Кубань                  | Итого            | Итого            | 54        | -57       | 20        | 1     | -2    | 0     | —          | —          | —          | —         | —         | —         | 55    | -59   | 20    |
| Анжи                    | Премьер-лига     | 2018/19          | 30        | -50       | 6         | 1     | -1    | 0     | —          | —          | —          | —         | —         | —         | 31    | -51   | 6     |
| Анжи                    | Итого            | Итого            | 30        | -50       | 6         | 1     | -1    | 0     | —          | —          | —          | —         | —         | —         | 31    | -51   | 6     |
| Рубин                   | Премьер-лига     | 2019/20          | 30        | -28       | 13        | 0     | 0     | 0     | —          | —          | —          | —         | —         | —         | 30    | -28   | 13    |
| Рубин                   | Премьер-лига     | 2020/21          | 26        | -28       | 9         | 1     | -1    | 0     | —          | —          | —          | —         | —         | —         | 27    | -29   | 9     |
| Рубин                   | Премьер-лига     | 2021/22          | 29        | -53       | 5         | 2     | -4    | 0     | —          | —          | —          | 2         | -1        | 1         | 33    | -59   | 6     |
| Рубин                   | Первая лига      | 2022/23          | 29        | -22       | 15        | 0     | 0     | 0     | —          | —          | —          | —         | —         | —         | 29    | -22   | 15    |
| Рубин                   | Премьер-лига     | 2023/24          | 29        | -35       | 9         | 0     | 0     | 0     | —          | —          | —          | —         | —         | —         | 29    | -35   | 9     |
| Рубин                   | Итого            | Итого            | 143       | -166      | 51        | 3     | -5    | 0     | —          | —          | —          | 2         | -1        | 1         | 148   | -173  | 52    |
| Краснодар               | Премьер-лига     | 2024/25          | 0         | 0         | 0         | 5     | -10   | 1     | —          | —          | —          | —         | —         | —         | 5     | -10   | 1     |
| Всего за карьеру        | Всего за карьеру | Всего за карьеру | 330       | -370      | 117       | 18    | -25   | 4     | —          | —          | —          | 2         | -1        | 1         | 350   | -397  | 122   |

### Международные матчи Юрия Дюпина
| № | Дата            | Оппонент | Стадион                      | Счёт | Проп.мячи | Сух.матчи | Карточки | Минуты | Соревнование                |
| - | --------------- | -------- | ---------------------------- | ---- | --------- | --------- | -------- | ------ | --------------------------- |
| 1 | 5 августа 2021  | Ракув    | «Бельско-Бяла», Бельско-Бяла | 0:0  | —         | 1         | —        | 90'    | Квалиф.ЛК 2021/22 (3 раунд) |
| 2 | 12 августа 2021 | Ракув    | «Ак Барс Арена», Казань      | 0:1  | 1         | —         | —        | 120'   | Квалиф.ЛК 2021/22 (3 раунд) |

Итого: сыграно матчей: 2 / пропущено голов: 1; сухих матчей:1; победы: 0, ничьи: 1, поражения: 1.

## Достижения
«Краснодар»
- Чемпион России: 2024/25